# Eliteserien
A Eliteserien (português: Liga de Elite) é a primeira divisão norueguesa de futebol que é organizada pela Associação Norueguesa de Futebol (NFF, na sigla em noruegês). No topo do sistema do campeonato de futebol da Noruega, é a principal competição de futebol do país. Disputada atualmente por 16 clubes, opera em um sistema de promoção e rebaixamento com o Campeonato Norueguês de Futebol - 2.ª Divisão. O campeão e o vice-campeão classificam-se ao torneio eliminatório da Liga dos Campeões da UEFA, enquanto terceiro e quarto colocado se classificam a segunda pré-eliminatória da Liga Conferência da UEFA. O campeonato tem direito a uma vaga na Liga Europa da UEFA atráves da Copa Nacional.
As temporadas acontecem de março a novembro, com cada equipe entrando em campo 30 vezes (jogando entre si em casa e fora). A maioria das partidas é jogada nas noites de domingo.
A Eliteserien foi fundada em 1937 como Norgesserien (português: Liga da Noruega), e a primeira temporada foi a de 1937-38. A estrutura e organização da Eliteserien, juntamente com outras ligas de futebol da Noruega, sofreram mudanças frequentes até os dias de hoje. Isso se reflete nos nomes que o campeonato já ostentou: Norgesserien, Hovedserien, 1. Divisjon, que se tornou a  designação da segunda divisão na temporada 2014-15 e que atualmente se chama OBOS ligaen, e Tippeligaen, por motivos de patrocínio da Norsk Tipping
Desde a temporada de 2017, a liga se chama Eliteserien depois que a NFF decidiu abandonar totalmente o nome do patrocinador do nome da liga depois da temporada de 2016. Os direitos de transmissão foram garantidos em dezembro de 2015 pela Discovery Networks, que assinou um acordo de seis anos, dando-lhes direitos para transmitir todos os 240 jogos em Eliteserien de 2017 a 2023. O negócio girou em torno de NOK 2,4 bilhões. A liga gera 400 milhões de coroas norueguesas por ano em direitos de televisão domésticos.
Dezessete clubes já conquistaram o título desde o início da liga em 1937: Rosenborg (26), Fredrikstad (9), Viking (8), Lillestrøm (5), Vålerenga (5), Molde (5), Brann (3), Larvik Turn (3), Lyn (2), Start (2), FK Bodø/Glimt (2), Strømsgodset (2), IF Fram Larvik (1), Freidig (1), Moss (1), Skeid (1) e Stabæk (1). Em 2010, o Rosenborg tornou-se o primeiro clube a terminar a Eliteserien sem perder um único jogo (o recorde perdura até hoje). O recorde de maior número de pontos em uma temporada é de 71, conquistado pelo Molde em 2014. Desde sua criação como um a maior liga do país, em 1963, quarenta e sete clubes já competiram na Eliteserien.

## História

### Primeiros anos (1937-1948)
Antes de 1937, não havia competição nacional na Noruega; apenas ligas regionais e a Copa da Noruega. A partir de 1937-38, as várias ligas regionais no sul da Noruega foram alinhadas em oito distritos, com um playoff do campeonato entre os vencedores para coroar um campeão nacional. Esta competição foi chamada Norgesserien (português: Liga da Noruega). Nos primeiros anos, as principais equipes eram divididas em onze grupos de oito distritos. O campeão da liga era decidido em um torneio eliminatório ou uma final entre os vencedores desses grupos. O Fredrikstad foi o primeiro campeão da liga, vencendo a temporada 1937-1938. Ele ganhou a final em duas partidas contra o Lyn por 4-0 no resultado agregado. O Fredrikstad defendeu o título na temporada 1938-39. Da temporada de 1937-38 até o início da Segunda Guerra Mundial, as equipes eram divididas em oito grupos distritais. Havia planos na época para fundir as ligas distritais em uma competição nacional, mas por causa da Grande Guerra, este processo foi adiado até depois dos combates, embora também a primeira temporada do pós-guerra, em 1947-48 tivesse onze grupos baseados em distritos.

### Hovedserien (1948-1962)
Em 1948, a Hovedserien (português: Liga Principal) foi criada, consistindo das 16 melhores equipes das ligas distritais, que eram colocadas em dois grupos de oito, com os vencedores dos grupos jogando uma final de duas pernas valendo o campeonato nacional no final da temporada. Este formato entrou em vigor a partir da temporada 1948-1949 até 1960-61, quando ficou decidido fundir os dois grupos em uma única divisão superior e com a temporada seguindo o ano civil de 1963 em diante. Os anos 50 foram dominados por Fredrikstad FK e Larvik Turn. O Fredrikstad venceu seu último título da liga em 1960-61, que garantiu seu nono título de dezesseis possíveis. O Larvik Turn venceu a Hovedserien três vezes em quatro temporadas entre 1955 e 1956. As equipes dos dois grupos da divisão superior de 1960-61 foram colocadas em um grupo composto por 16 equipes. A temporada 1961-62 tornou-se uma temporada de transição, na qual as 16 equipes de ponta foram colocadas em um único grupo, jogando uma temporada que durou 15 meses e metade de suas equipes foram rebaixadas. Oficialmente ainda conhecida como Hovedserien, a temporada de 1961-62 é muitas vezes referida como Maratonserien ("Liga da Maratona") devido a sua extensão incomum. A Maratonserien foi vencida pelo Brann.

### 1. divisjon (1963-1989)
Em 1963, uma única divisão principal, contendo dez equipes, foi introduzida e a liga foi renomeada para 1. divisjon (português: 1ª Divisão). A primeira temporada regular de uma única liga foi disputada na primavera e no outono e foi vencida pelos defensores do título, o Brann, em 1963. A liga foi ampliada para 12 equipes em 1972. As equipes do norte da Noruega não eram autorizadas a entrar na primeira divisão antes de 1972. Elas estavam sujeitas a regras de promoção mais rigorosas do que as equipes do resto da Noruega até 1979. O Viking alcançou um tetracampeonato a partir de 1972. O Lillestrøm ganhou títulos consecutivos em 1976 e 1977. Em 1979, equipes do norte da Noruega receberam o mesmo direitos de promoção dos times do resto do país. No início dos anos 80, o Vålerenga era o time dominante, com seus títulos de 1981, 1983 e 1984.

### Anos recentes (1990 – presente)
Em 1990, a liga foi renomeada para Tippeligaen, depois de a Norsk Tipping ter se tornado o principal patrocinador da liga desde então. Porém, não oficialmente a liga ainda era conhecida como 1. divisjon pela maioria das pessoas. E antes da temporada de 1991, decidiu-se deixar a segunda divisão do futebol norueguês "herdar" o nome 1. divisjon para ajudar a Tippeligaen a se estabelecer como uma marca. O Rosenborg de Trondheim venceu o primeiro ano em que a liga levou o nome Tippeligaen em 1990. Seguido por uma vitória de Viking de Stavanger em 1991. Em 1992, o Rosenborg iniciou uma série de 13 títulos consecutivos que duraram até a temporada de 2004. Durante os primeiros dos treze anos de Rosenborg, eles venceram a liga com margens substanciais, apenas parcialmente desafiados por Bodø/Glimt, Molde, Lillestrøm e Brann. Porém, neste campeonato de 2004, o time foi firmemente desafiado, em um final dramático, no qual a equipe de Trondheim empatou com o Vålerenga de Oslo em pontos e em saldo de gols, mas terminou na frente pelo número de gols marcados. Assim, na 2005, a série de vitórias chegou ao fim, com o Vålerenga garantindo o título, um ponto à frente do Start de Kristiansand. O Rosenborg em nenhum momento esteve na disputa naquela temporada e terminaria apenas em 7º. Na 2006, o Rosenborg voltou ao topo do campeonato, saindo de 10 pontos atrás do Brann na metade do caminho para conquistar o título com uma partida de antecipação. O Brann venceu o campeonato em 2007 e o Stabæk conquistou seu primeiro título em 2008. O Rosenborg, em seguida, retornou para uma série de vitórias de dois anos em 2009 e 2010. Os títulos consecutivos do Molde em 2011 e 2012 fazem dele o único outro clube a ganhar títulos consecutivos no formato atual e fora o Rosenborg, a primeira equipe a fazê-lo desde o Vålerenga em 1983 e 1984.
Em 2016, foi decidido mudar do nome do patrocínio Tippeligaen para o nome Eliteserien, que não tem ennhum patrocínio, a partir da temporada de 2017. O Rosenborg venceu a liga quatro vezes consecutivas de 2015 a 2018.
A liga é profissional desde 1992. Em 1995, a Tippeligaen foi expandida para 14 equipes e, em 2009, para 16 equipes.

## Fórmula de disputa
Em 2009, o campeonato passou por uma expansão no número de clubes, de 14 para 16 equipes, que jogam todos contra todos em turno e returno. A equipe que somar mais pontos ao final das 30 rodadas sagra-se campeã. As duas últimas classificadas são automaticamente despromovidas, cedendo lugar às duas melhores colocadas da segunda divisão. Está previsto um sistema de play-off entre o décimo quarto colocado na Tippeligaen e o 3º colocado na segunda divisão, para a definição de mais uma vaga na divisão de elite.
Na edição corrente, cada vitória rende três pontos ao vencedor, ao passo que com cada empate ambas as equipes ganham um ponto. Nas derrotas, nenhum ponto é acumulado. Os critérios de desempate em caso de igualdade em ponto são saldo de golos, golos marcados e confronto direto.
A rodada do dia 16 de maio, disputada na véspera do Dia da Constituição Norueguesa, em 17 de maio, é uma das rodadas mais esperadas da temporada. É muitas vezes referido como o "dia nacional do futebol" e, uma vez que antecede um feriado nacional, os jogos costumam ver maior público que em outras rodadas.

### Mudanças no formato da competição
| De        | a         | Grupo(s) | Times | Jogo-semanas | Início da temporada | Fim da temporada | Play-offs do campeonato    |
| --------- | --------- | -------- | ----- | ------------ | ------------------- | ---------------- | -------------------------- |
| 1937-1938 | 1937-1938 | 11       | 74    | 10–12        | Outono              | Primavera        | Play-off com 11 times      |
| 1938–39   | 1938–39   | 11       | 75    | 10–14        | Outono              | Primavera        | Play-off com 11 times      |
| 1947–48   | 1947–48   | 11       | 74    | 10–12        | Outono              | Primavera        | Play-off com 8 times       |
| 1948–49   | 1960–61   | 2        | 16    | 14           | Outono              | Primavera        | Play-off final com 2 times |
| 1961–62   | 1961–62   | 1        | 16    | 30           | Verão               | Outono seguinte  | —                          |
| 1963      | 1971      | 1        | 10    | 18           | Primavera           | Outono           | —                          |
| 1972      | 1994      | 1        | 12    | 22           | Primavera           | Outono           | —                          |
| 1995      | 2008      | 1        | 14    | 26           | Primavera           | Outono           | —                          |
| 2009      | Presente  | 1        | 16    | 30           | Primavera           | Outono           | —                          |

## Participantes da temporada 2019
Os seguintes dezesseis clubes competem na Eliteserien durante na atual temporada (2019).
| Clube        | Posição em 2018  | Primeira temporada na 1ª divisão | Temporadas na 1ª divisão | Primeira temporada da corrente sequência na 1ª divisão | Títulos na primeira divisão | Último título |
| ------------ | ---------------- | -------------------------------- | ------------------------ | ------------------------------------------------------ | --------------------------- | ------------- |
| Bodø/Glimt   | 11º              | 1977                             | 24                       | 2018                                                   | 0                           | n/a           |
| Brann        | 3º               | 1937–38                          | 62                       | 2016                                                   | 3                           | 2007          |
| Haugesund    | 4º               | 1997                             | 13                       | 2010                                                   | 0                           | n/a           |
| Kristiansund | 5º               | 2017                             | 3                        | 2017                                                   | 0                           | n/a           |
| Lillestrøm   | 12º              | 1937–38                          | 56                       | 1975                                                   | 5                           | 1989          |
| Mjøndalen    | 2º (1. divisjon) | 1937–38                          | 20                       | 2019                                                   | 0                           | n/a           |
| Molde        | 2º               | 1939–40                          | 43                       | 2008                                                   | 3                           | 2014          |
| Odd          | 9º               | 1937–38                          | 38                       | 2009                                                   | 0                           | n/a           |
| Ranheim      | 7º               | 1937–38                          | 9                        | 2018                                                   | 0                           | n/a           |
| Rosenborg    | 1º               | 1937–38                          | 56                       | 1979                                                   | 26                          | 2018          |
| Sarpsborg 08 | 8º               | 2011                             | 8                        | 2013                                                   | 0                           | n/a           |
| Stabæk       | 14º              | 1995                             | 23                       | 2014                                                   | 1                           | 2008          |
| Strømsgodset | 13º              | 1938–39                          | 32                       | 2007                                                   | 2                           | 2013          |
| Tromsø       | 10º              | 1985                             | 32                       | 2015                                                   | 0                           | n/a           |
| Viking       | 1º (1. divisjon) | 1937–38                          | 69                       | 2019                                                   | 8                           | 1991          |
| Vålerenga    | 6º               | 1937–38                          | 59                       | 2002                                                   | 5                           | 2005          |

Notes
1. 1 2  As equipes do norte da Noruega não podiam se classificar para a divisão superior do campeonato antes de 1972.
2. ↑  O FK Haugesund é o resultado da fusão entre SK Haugar e Djerv 1919. Estes dois clubes participaram na primeira divisão norueguesa em 1981 e 1988, respectivamente.

## Histórico dos noruegueses em competições europeias
O Rosenborg (11 vezes) e o Molde (uma vez) são os únicos clubes noruegueses que participaram na fase de grupos da Liga dos Campeões da UEFA. O Rosenborg chegou às quartas de final na temporada 1996-97. O time foi eliminado pela futura vice-campeã Juventus, com 1-3 no placar agregado. Na temporada 1968-69, o Lyn caiu nas quartas-de-final da Taça dos Vencedores das Taças daquele ano para o futuro vice-campeão Barcelona, com um 4-5 no agregado. O Brann sucumbiu perante o Liverpool nas quartas de final da Taça dos Clubes Vencedores de Taças de 1996–97 e o Vålerenga perdeu também nas quartas de final para o Chelsea na última edição da Taça dos Vencedores das Taças, em 1998–99, com um resultado total de 2-6. Rosenborg (duas vezes), Brann e Molde alcançaram as oitavas-de-final da Copa da UEFA/Liga Europa. Além disso, o Tromsø (duas vezes), o Viking (uma vez) e o Sarpsborg 08 (uma vez) participaram da fase de grupos da Copa da UEFA/Liga Europa.

## Jogadores
Em negrito jogadores ainda em atividade

#### Mais partidas disputadas
| Posição | Jogador            | Anos          | Partidas |
| ------- | ------------------ | ------------- | -------- |
| 1       | Daniel Berg Hestad | 1993–2016     | 473      |
| 2       | Morten Berre       | 1996–2015     | 452      |
| 3       | Frode Kippe        | 1997–2019     | 441      |
| 4       | Roar Strand        | 1989–2010     | 439      |
| 5       | Øyvind Storflor    | 1999–2019     | 421      |
| 6       | Espen Hoff         | 1999–2016     | 406      |
| 7       | Steffen Hagen      | 2004–presente | 384      |
| 8       | Christer Basma     | 1993–2008     | 350      |
| 9       | Ola By Rise        | 1977–1995     | 346      |
| 10      | Runar Berg         | 1990–2009     | 345      |

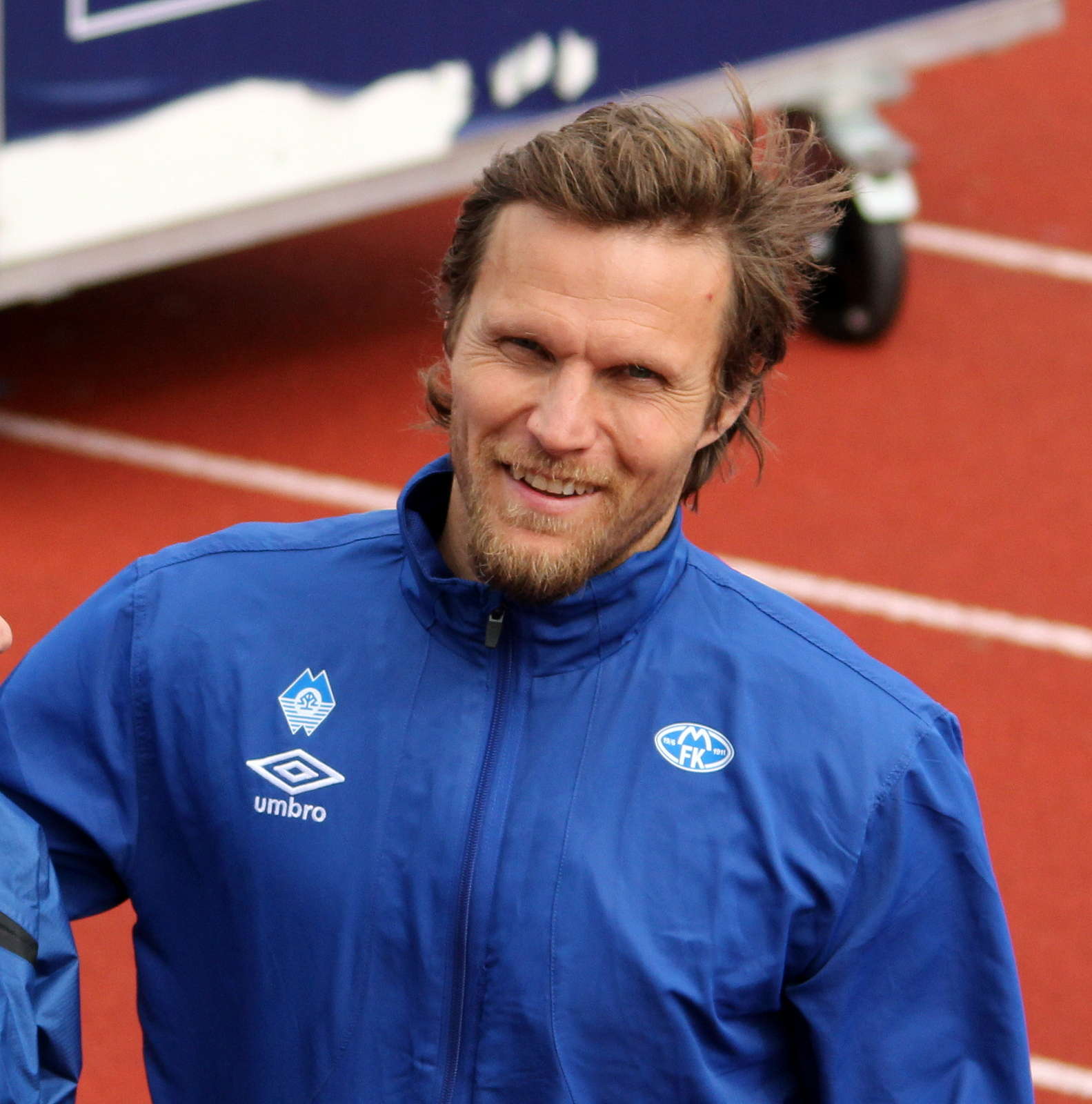
Daniel Berg Hestad é o jogador mais vezes jogou na Eliteserien.

Atualizado pela última vez: 1 de dezembro de 2019.

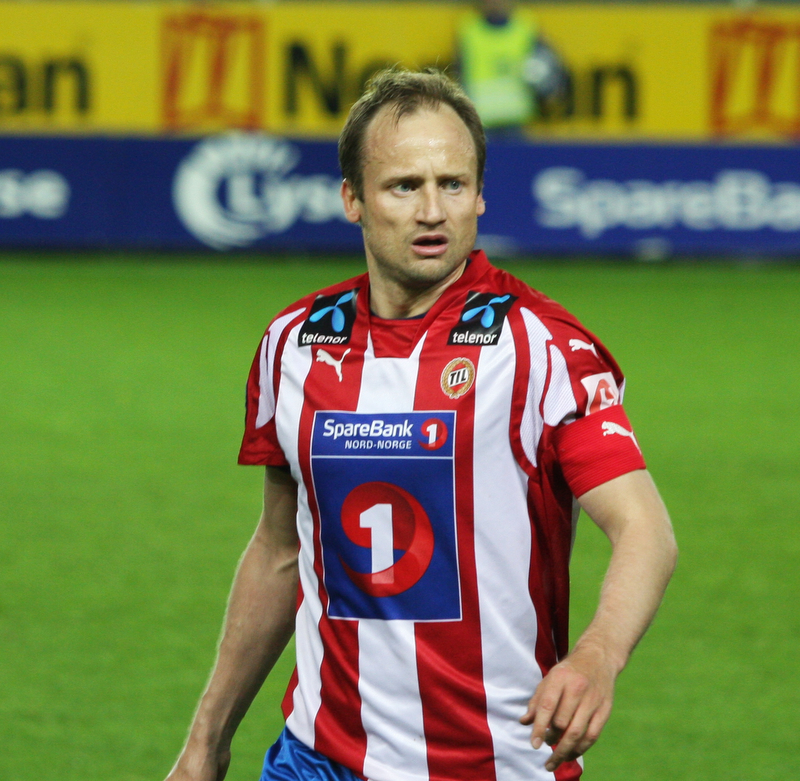
Sigurd Rushfeldt é o maior artilheiro da história da Eliteserien.

#### Maiores artilheiros
| Posição | Jogador                 | Anos      | Gols | Partidas | Média |
| ------- | ----------------------- | --------- | ---- | -------- | ----- |
| 1       | Sigurd Rushfeldt        | 1992–2011 | 172  | 299      | 0.58  |
| 2       | Harald Martin Brattbakk | 1990–2005 | 166  | 255      | 0.65  |
| 3       | Petter Belsvik          | 1989–2003 | 159  | 292      | 0.54  |
| 4       | Odd Iversen             | 1967–1982 | 158  | 225      | 0.70  |
| 5       | Per Kristoffersen       | 1956–1968 | 145  | 194      | 0.75  |
| 6       | Frode Johnsen           | 1999–2015 | 132  | 301      | 0.45  |
| 7       | Thorstein Helstad       | 1995–2013 | 116  | 234      | 0.50  |
| 7       | Bengt Sæternes          | 1996–2011 | 116  | 280      | 0.41  |
| 9       | Jostein Flo             | 1987–2001 | 114  | 213      | 0.54  |
| 10      | Arild Sundgot           | 1995–2011 | 111  | 325      | 0.34  |

Atualizado pela última vez: Começo da temporada 2019..